# 彼岸花盛開之島
《彼岸花盛開之島》（日语：『彼岸花が咲く島』）是一本小說，作者為李琴峰，出版社為文藝春秋。2021年出版。中譯本由作者親自進行翻譯，出版社為聯合文學。2022年出版。

描寫架空世界中，一座名為＜島＞的島嶼，人們說的是一個叫做＜ニホン語＞的語言，另外還有 只有女性才會說的＜女語＞。身負島上各種祭事責任、備受島民敬重信任的「ノロ」（音：noro ，祝女；中譯本稱為乃呂），使用＜女語＞來向年輕「ノロ」傳承＜島＞的歷史。
本書入圍三島由紀夫獎，並獲得第165回芥川賞。

## 人物

##### 少女 / 宇実（ウミ）：
少女不是原生於＜島＞，是漂流來到這的。所說的語言 她說叫作日之本言葉（ひのもとことば）。
因為少女想不起來自己的名字，游娜幫她取名「因為是從海的對面來的，就叫『霧実』吧！」
但是少女表示 太難了，不會寫，所以游娜改「宇」。雖然對少女來說，不管是「霧」還是「宇」都是她不會寫的文字，但「宇」感覺比較容易記，所以點頭（同意）了。
宇実沒有正式上的オヤ，權宜上由晴嵐進行「冠禮」。
宇実提議（在＜成人の儀＞之後，獲分配住屋後）跟游娜、拓慈一起住。

##### 游娜（ヨナ）：
在北月濱發現少女的人。
個性心思單純，常常不懂拓慈在意的事情。
「女語」說的比拓慈還爛。志望職業：乃呂。
游娜還沒成年，在學校正在接受關於處理彼岸花（應用彼岸花的治療法）的訓練，因此被允許出入北月濱。主修為學習島上的植物利用。對於植物的辨識、在哪裡有分佈可以採到非常熟習。

##### 晴嵐（セラ）：
游娜的オヤ。主業為捕旗魚。

##### 拓慈（タツ）：
心思細膩的青少年，住在西聚落。
「女語」說的比游娜還流暢。和游娜同年。
他在高等部正接受著 成為「屠戸」（トゥフ）的訓練。他為了學習 在末千利（マチリ）結束、肉食解禁後，牛、豬的解體/分肉要用到的刀（包丁）技術，而來到了東集落。
拓慈也想成為乃呂，對於成為歷史的傳承者感到憧憬，因為身為男性不能夠參加女語的講習會，就各處向關係不錯的女性友人借教材、筆記，隱瞞著大人們自學著。
起初對於宇実身為外人卻能成為乃呂產生忌妒，因此避而不見。後來宇実、游娜答應成為乃呂後要告訴他過去的歷史。
在沒有他人在場的時候，常常跟宇実、游娜用「女語」交談。
有自己私下將指甲紋墨，因為那是大乃呂的特徵、只有大乃呂知道手指上紋墨圖紋的代表的意義。

##### 舜華（シュンカ）：
在＜マチリ＞供品收受處幫忙的一位歐吉桑（叔叔）。
是賣日用雜貨的＜舜華商店＞的店主。

##### 哲江（テジャン）：
經營農業的歐吉桑（叔叔）。

##### 海慧（カイヘ）：
在將甘蔗製成砂糖的工廠（製糖廠）工作的歐巴桑（阿姨）。

##### 宓穂（ミホ）：
在講習會教導宇実（半年以上）和游娜她們＜女語＞的年輕的乃呂。
在＜島＞進入夏天沒多久遇到的颱風天晚上，因意外而死亡。

##### 奈弥（ナミ）：
來自南集落。和友蘭、另一個男性 3人共同生活。
與宇実、游娜為當年接受＜成人の儀＞新成人的10名女子中，唯 3以成為乃呂為志願的、並同晚輪流進去＜史纂神社＞接受＜女語＞的試驗。（順序：游娜→ 奈弥→ 宇実）
想成為ノロ的原因是，對現任的大ノロ感到憧憬。
「大ノロのようなノロになりたい」
那年未能成為乃呂。（書中沒有提到 之後還有沒有機會再接受試驗）

##### 友蘭（ユラ）：
奈弥的オヤ。從事捕旗魚。
在 10年前的夏天某日如同往常的和夥伴們出海捕魚，午後突然暴風雨來襲無法回港。當時仍然只是普通乃呂的「大乃呂」一個人乘船出海，在隔天早上、暴風雨已經離去之後，「大乃呂」的船載著捕旗魚的人們回來了。

##### 大乃呂（ノロ）：
年事已高，體力很差，卻堅持完成所有儀式，包含去彼岸御嶽。
面惡心善，默默觀察宇実這一年的適應狀況。開出條件說宇実能留在島上的條件是要在隔年成為乃呂，否則隔年春天就必須離開。
在幫宇実刺青第二隻手臂的時候，講述自己跟宇実的遭遇一樣，當時也是遭到驅逐迫害的人口，因此當初很掙扎是否讓她留下來。

## 地點

##### 東崎（あがりざき）
位於島的最東邊，為百公尺落差的斷崖絕壁，作為放牧區域使用。

##### 西崎（いりざき）
位於島的最西邊，為百公尺落差的斷崖絕壁，作為放牧區域使用。

##### 北月濱(浜)（べ ユエ はま）
採集彼岸花的地方。宇実當初被發現的地方。

##### 後生（グソー）港
為於島的西南側的港口，冬季風浪大的時候船會由此進出。

##### 北月港
位於島的北側的港口。冬季風浪大的時候船會改由西南側的後生港進出島。

##### 東聚(集)落（ひがししゅうらく）
島上最大的聚落。位於島的東北部。日本來的人所居住的地方。

##### 西聚(集)落（シしゅうらく）
島上次大的聚落。台灣來的人所居住的地方。

##### 南聚(集)落（ナンしゅうらく）
島上最小的聚落。台灣來的人所居住的地方。

##### 東聚落的學校
島上的學校。也是末千利祭典活動的主要地點。島上的教育體制分為兩歲以前的「乳兒部」，三到九歲的「初等部」，十歲至成人的「高等部」。其中乳兒部和高等部都是在東聚落的學校上課。

##### 天后宮（テン ホウ ゴン）
位於西聚落，供奉著司掌航海安全的女神。

##### 史纂神社
大乃呂居住的地方。庭院種有一棵秋楓樹。也是想要成為乃呂的人，學習女語的地方。

##### 彼岸御嶽（ビアン うたき）
位於島上最高峰的山頂，僅有石牆圍著四周，只有乃呂可以前往。後段路途地勢陡峭、艱困難行，山頂有一棵五人合抱的三百年秋楓樹。大乃呂在此跟宇実和游娜講述島上的歷史。

##### 仁良伊加奈伊（ニライカナイ）
實際上並不存在的地方。傳說中在海的對面的樂園。游娜跟拓慈都有問宇実 她是從「仁良伊加奈伊(ニライカナイ)」來的嗎？
＜島＞的信仰裡，那裡是所有島民真正的故鄉，在死後靈魂會再度回去的地方。
乃呂對居民聲稱載滿物資的大船是從仁良伊加奈伊送過來的神明恩賜。實際上是跟台灣進行貿易。

### 只有乃呂(ノロ)們知道的（島外）
台灣（タイワン）西聚落和南聚落居民的來源地。每年會跟台灣進行貿易獲取所需民生物資，但這件事被乃呂們包裝成是從仁良伊加奈伊得到的神明恩賜。
中國（チュウゴク）
日本（ニホン）東聚落居民的主要來源地。

## 祭典・儀式
末千利（マチリ）
是島上最盛大的慶典活動，這一個月是禁止殺牲和葷食。此時所有乃呂會巡迴島上各處的御嶽，進行為期一個月的祭祀儀式。此時學校也在放假。
仁良伊加奈伊祭（ニライカナイ祭り）
乃呂們出發前往「仁良伊加奈伊」和回來之日會舉行的儀式。

##### 洗骨儀式
時間在每年夏季。島民死後使用風葬，遺體會擺放在聚落附近的海崖岩洞裡自然風化，三年後再將遺骨取出並用海水洗淨，裝入骨罈中蓋上。之後各聚落的骨罈匯集到北月港由乃呂駛船拋入海中，此時海潮往南方流，代表回到故鄉仁良伊加奈伊(ニライカナイ)。
＜成人の儀＞
＜歴史伝承の儀＞
通過乃呂考試後，新的乃呂會跟著大乃呂前往彼岸御嶽，進行口傳歷史的儀式。
＜刺青入れの儀＞
成為乃呂後，會在史纂神社由大乃呂親自在手臂上刺青。
1. ↑  .   [2022-06-07]. （原始内容存档于2022-06-04）.

## 動植物
彼岸花（比阿尔八奈）又稱為石蒜，生長在北月濱，只有學習過植物知識的採花者（八奈止利）可以採集，花朵研磨處理後製成的外敷藥具有麻醉藥效，也是倭島跟台灣進行貿易的重要商品。
吉葉菊 葉片具有消炎效果。全株可用，藥用價值極高。花徑三公分，花瓣淡紫色，花蕊呈黃色，莖二十公分。生長在陡峭岩壁上，極為稀少。
魁蒿 搗碎煎藥可退燒。味道很苦。
海人草 可用於祛除人體內的寄生蟲。
濱海前胡 藥用植物。居民的庭院常有種植，海岸也常見。居民常拌著肉一起食用。
蒲葵 榕樹和蒲葵是島上的主要植被景觀。在前往彼岸御嶽山徑上也有出現。蒲葵葉可用於覆蓋傷口，也可包裹糯米做成蒲葵糕，或者蓑衣斗笠。
劍麻 又稱瓊麻，可做成麻繩、布料。
苧麻 苧麻和棉花是四織布的主要材料。
檜柏 常用於祭典，將一小段枝葉插在白色小瓷瓶中，或直接插在供品上。
秋楓 有二棵，彼岸御嶽有一棵三百年以上的大樹，史纂神社庭院也有種一棵，是從山頂這棵大樹取得的種子。同時也是史纂神社內部的主要木構建材。
九節木 九節木葉片製成的驅魔扇常用於祭典中。
油桐 推測存在的植物。桐油可製油紙傘。
芒果 一種酸甜多產的水果。(應該是土芒果)
洛神花 可製成洛神花茶。很多島民的家中有種。
鳳仙花 出現在校園的場景。
地瓜 旱田作物，可做成地瓜粥。
芋頭 旱田作物。
甘蔗 旱田作物。可作為供品。
花生 來源不明。糯米糕食材之一。
香菇 來源不明。糯米糕食材之一。
白蘿蔔 在祭典中作為糕點。(應該是蘿蔔糕)
稻米 主要糧食作物。水田位於聚落南方的溪流兩側。一年兩穫。
榕樹 。榕樹和蒲葵是島上的主要植被景觀。在校園場景，前往彼岸御嶽山徑上也有出現。
桂竹 出現在前往彼岸御嶽山徑上的植物。提到糯米糕會用細竹葉包裹，可能是桂竹葉。提到刺青的工具會用細竹管尖端打洞，裝上柑橘刺，以劍麻做成的絲繩緊緊扎住。
柑橘樹 刺青會使用到柑橘樹的長刺。
鬼針草 野生草本植物。游娜和宇実拿果實種子互丟嬉戲。
銀海棗 海濱植物。
木麻黃 出現在前往彼岸御嶽山徑上的植物。
蘇鐵 琉球蘇鐵，海濱植物。
露兜樹 或稱為林投，葉緣有無數小刺，常生長在礁岩上，海濱植物。
茅根 開著白花的海濱植物。
芒草 開著紫紅色花的海濱植物。
孟仁草 出現在牧場邊。
無根藤 海濱植物。
麝香百合 開白色花的海濱植物。
仙丹花 開紅色花的海濱植物。
旗魚 島上的重要水產之一。晴蘭的工作是捕旗魚，漁法是用魚叉(應該是鏢旗魚)。
鰹魚 島上的重要水產之一。
飛魚 鰹鳥會撲向海面捕食飛魚。
馬 島上放養的畜牧動物，也是車子以外的重要交通工具，犁田工具。放養在東、西岸的海崖草坡。體型較一般的馬小，個性也溫馴。(參見與那國馬。)
牛 島上放養的畜牧動物。也是犁田工具。放養在東、西岸的海崖草坡。
豬 島上的畜牧動物。放養在東、西岸的海崖草坡。
山羊 島上的畜牧動物。放養在東、西岸的海崖草坡。
雞 推測島上存在的畜牧動物。有食用雞肉、雞蛋。
白鷺 島上的野生動物，出現在水田邊。
鰹鳥 冬季時成群在海邊飛翔，俯衝到海面捕魚的一種海鳥，具有白色腹部的巨大黑鳥。
倭洛新婦 應該是人面蜘蛛。手掌大的蜘蛛，腳上具有黃色與黑色條狀斑紋，且會結巨大的蜘蛛網。從秋楓樹上掉落到宇実身上。

## 氣候的影響
東北季風 出現在冬季，此時島上多霧雨且風大。會讓北側的北月港無法使用，只能利用西南側的後生港進出島。讓捕旗魚、鰹魚的漁業無法進行。
颱風 出現在夏季，常造成島上嚴重災害。隔年發生的一場嚴重颱風，造成島上主要販賣日用品的舜華商店嚴重毀損，以及三位乃呂在颱風天巡查聚落的過程意外過世。當初也因為颱風讓日本放棄攻打倭島。